# Giustina Ronzetti
Giustina Ronzetti (* 16. Januar 1992) ist eine deutsche Fußballspielerin, die seit 2018 bei Arminia Bielefeld unter Vertrag steht.

## Karriere
Ronzetti wechselte im Sommer 2011 vom Landesligisten SV Friesen Lembruch zum damaligen Zweitligisten Herforder SV und wurde dort auf Anhieb Stammspielerin. In drei Spielzeiten für Herford in der 2. Liga verpasste sie nur ein einziges Spiel aufgrund eines am vorletzten Spieltag der Saison 2013/14 erlittenen Kreuzbandrisses. Ihr Comeback gab Ronzetti am 30. November 2014 im Bundesliga-Heimspiel gegen den MSV Duisburg.
In der Saison 2015/2016 wurde Ronzetti mit 23 Toren Torschützenkönigin der 2. Bundesliga Nord. Im Mai 2018 unterschrieb Ronzetti einen Vertrag für die Saison 2018/2019 bei Arminia Bielefeld.

## Erfolge
- 2013/14: Aufstieg in die Frauen-Bundesliga mit dem Herforder SV
- 2015/16: Torschützenkönigin 2. Bundesliga Nord